# Martignana di Po
Martignana di Po (Martgnàna in dialetto casalasco-viadanese) è un comune italiano di 2 046 abitanti della provincia di Cremona, in Lombardia.

## Storia

### Simboli
Il Comune ha un proprio stemma che è quello storicamente in uso, costituito da uno scudo troncato: nel primo, d'oro, all'aquila spiegata al naturale, coronata all'antica del campo, posta sulla partizione; nel secondo, fasciato di rosso e d'azzurro. Il gonfalone è un drappo partito di rosso e di azzurro.

## Monumenti e luoghi d'interesse
- Chiesa parrocchiale di Santa Lucia

## Società

### Evoluzione demografica
Abitanti censiti

## Infrastrutture e trasporti
Tra il 1888 e il 1954 Martignana di Po era servita da una stazione della tranvia Cremona-Casalmaggiore, gestita in ultimo dalla società Tramvie Provinciali Cremonesi.